# Mölndalsbostäder
MölndalsBostäder grundades 1917 och är ett helägt (via Kvarnfallet Mölndal AB) kommunalt bostadsbolag med uppdrag att köpa, bygga och förvalta fastigheter inom i Mölndals kommun.
Sedan 2007 är bolaget miljö- och kvalitetscertifierat (ISO 14001 och ISO 9001). Företaget är kommunens största fastighetsägare med ca 3 900 lägenheter varav ca 800 specialanpassade för särskilt boende, som t.ex. äldreboende eller kooperativa hyreslägenheter. I bolagets bestånd finns också ca 40 kommersiella lokaler och några förskolor.
År 2021 hade MölndalsBostäder 83 anställda och omsatte 391 Mkr.

## Historik
Bolaget bildades 1917 med namnet Fässbergs Bostads AB under ledning av disponent Gustaf Leksell på jästfabriken Presenten och med municipalordförande I A Björklund i styrelsen.
År 1994 övertogs den verksamhet som Stiftelsen Mölndalsbostäder bedrivit sedan 1947 (före 1988/1989 under namnet Stiftelsen Hyresbostäder i Mölndal). Stiftelsen permuterades och bolaget fick sitt nuvarande namn Mölndalsbostäder AB. Åren 1947-1998 förvaltade HSB Mölndal MölndalsBostäders fastigheter. MölndalsBostäder samverkade dessutom med HSB inom kontorsservice och datortjänster. Lokaler delades med HSB Mölndal. Servicen fanns på Frölundagatan 39 och kontoren fanns på Brogatan 2.
År 2001 samlades MölndalsBostäders verksamhet i lokalerna på nuvarande adressen Häradsgatan 1.

## Dotterbolag
- Affärsfastigheter i Mölndal AB - hyrde under 2012 ut fastigheterna Åby 1:89 och Koljan 3, som enbart innehåller lokaler och innehavet är ett led i förnyelsen av Mölndals centrum.
- Faren Fastighets AB (vilande).

## Medlemskap
- SABO (Sveriges allmännyttiga bostadsföretag)
- Mölndals Centrum Fastighetsägarförening
- FASTIGO (Fastighetsbranschens arbetsgivarorganisation)
- HBV (Husbyggnad Varor Förening)